# Ford D3
Ford D3 — автомобильная платформа компании Ford, которая выпускалась с 2004 по 2019 год.

## Описание
Для снижения производственных затрат компания Ford установила на платформу D3 стальные рычаги подвески (вместо алюминиевых) и приняла аналогичные меры по экономии материалов. Общая колёсная база 112,9 дюймов, что на 3 дюйма длиннее, чем у Volvo S80, но на 2 дюйма короче, чем у Ford Crown Victoria. Стандартным является передний привод, а опциональным — полный привод Haldex.
D3 также является первой платформой для переднеприводных полноразмерных автомобилей с независимой подвеской, многорычажной задней осью, амортизаторами Coilover и передней подвеской Макферсон. Тормоза на всех колёсах дисковые.

### D4
Платформа D4 выпускалась с 2008 года для внедорожников и кроссоверов. Вариант адаптирован к нескольким колёсным базам; подвеска также модернизирована для езды по бездорожью и буксировки.

## Модельный ряд
| Название транспортного средства | Изображение                | Производство               | Кузов(а)                   | Код модели                 |
| D3 (Ford, Lincoln-Mercury)      | D3 (Ford, Lincoln-Mercury) | D3 (Ford, Lincoln-Mercury) | D3 (Ford, Lincoln-Mercury) | D3 (Ford, Lincoln-Mercury) |
| ------------------------------- | -------------------------- | -------------------------- | -------------------------- | -------------------------- |
| Ford Five Hundred Ford Taurus   |                            | 2004—2007 (Five Hundred)   | 4-дв. седан                | D258                       |
| Ford Five Hundred Ford Taurus   | 2007—2009 (Taurus)         |                            | 4-дв. седан                | D258                       |
| Ford Taurus                     |                            | 2009—2019                  | 4-дв. седан                |                            |
| Ford Freestyle Ford Taurus X    |                            | 2004—2007 (Freestyle)      | 5-дв. кроссовер            | D219                       |
| Ford Freestyle Ford Taurus X    | 2007—2009 (Taurus X)       |                            | 5-дв. кроссовер            | D219                       |
| Mercury Montego Mercury Sable   |                            | 2004—2007 (Montego)        | 4-дв. седан                | D333                       |
| Mercury Montego Mercury Sable   | 2007—2009 (Sable)          |                            | 4-дв. седан                | D333                       |
| Lincoln MKS                     |                            | 2008—2016                  | 4-дв. седан                | D385                       |
| D4 (Ford, Lincoln)              |                            |                            |                            |                            |
| Ford Flex                       |                            | 2008—2019                  | 5-дв. кроссовер            | D471                       |
| Lincoln MKT                     |                            | 2009—2019                  | 5-дв. кроссовер            | D472                       |
| Ford Explorer                   |                            | 2010—2019                  | 5-дв. кроссовер            | U502                       |